# Deense parlementsverkiezingen 2015
De parlementsverkiezingen in Denemarken van 2015 werden gehouden op 18 juni. De verkiezingen werden op 27 mei 2015 aangekondigd door premier Helle Thorning-Schmidt.

## Achtergrond
Bij de vorige parlementsverkiezingen in Denemarken, op 15 september 2011, kwam de conservatief-liberale partij van zittend premier Lars Løkke Rasmussen nipt als grootste uit de bus. De sociaaldemocratische partij eindigde op de tweede plaats met een achterstand van 0,7%. Onder leiding van Helle Thorning-Schmidt wisten de sociaaldemocraten een coalitie te smeden met de sociaal-liberalen en de Socialistische Volkspartij. Thorning-Schmidt werd de eerste vrouwelijke premier van Denemarken. Op 3 februari 2014 viel de coalitie uiteen, toen de Socialistische Volkspartij het kabinet verliet vanwege een conflict over de verkoop van het energiebedrijf DONG. Het kabinet maakte een doorstart met de twee overgebleven partijen. 
De Deense grondwet schrijft voor dat parlementsverkiezingen plaats moeten vinden binnen vier jaar na de vorige. Premier Thorning-Schmidt bepaalde de datum op 18 juni 2015.

## Uitslagen
De Sociaal-Democratische Partij van premier Thorning-Schmidt boekte lichte winst en werd de grootste partij. De liberale partij, vier jaar eerder nog de grootste, verloor fors maar kon met haar bondgenoten (het blauwe blok) rekenen op een meerderheid van 90 zetels in het parlement. Dit is vooral te danken aan de sterke opkomst van de Deense Volkspartij, dat met 37 zetels de tweede partij van het land is geworden. Premier Thorning-Schmidt gaf haar nederlaag toe en kondigde aan haar ontslag aan te bieden. Ook stapte zij op als partijleider. Er werd een minderheidsregering gevormd door Venstre, dat gedoogsteun krijgt van de andere partijen uit het blauwe blok. Lars Løkke Rasmussen werd na vier jaar opnieuw premier van Denemarken. Op 28 juni 2015 trad de nieuwe regering aan.
| Denemarken                                                         |                        |         |            |        |
| Partijen (Nederlandse vertaling) (lettersymbool)                   | Partijleiders          | Stemmen | Percentage | Zetels |
| Rode blok                                                          |                        |         |            |        |
| Socialdemokraterne (Sociaaldemocraten) (A)                         | Helle Thorning-Schmidt | 924.940 | 26,3       | 47     |
| Radikale Venstre (Sociaal-liberale partij) (B)                     | Morten Østergaard      | 161.009 | 4,6        | 8      |
| Socialistisk Folkeparti (Socialistische Volkspartij) (F)           | Pia Olsen Dyhr         | 147.578 | 4,2        | 7      |
| Enhedslisten – De Rød-Grønne (Eenheidslijst - De Rood-Groenen) (Ø) | Collectief leiderschap | 274.463 | 7,8        | 14     |
| Alternativet (Het Alternatief - Groene partij) (Å)                 | Uffe Elbæk             | 168.788 | 4,8        | 9      |
| Blauwe blok                                                        |                        |         |            |        |
| Det Konservative Folkeparti (De Conservatieve Volkspartij) (C)     | Søren Pape Poulsen     | 118.003 | 3,4        | 6      |
| Kristendemokraterne (Christendemocraten) (K)                       | Stig Grenov            | 29.077  | 0,8        | 0      |
| Dansk Folkeparti (Deense Volkspartij) (O)                          | Kristian Thulesen Dahl | 741.746 | 21,1       | 37     |
| Venstre (Liberale Partij) (V)                                      | Lars Løkke Rasmussen   | 685.188 | 19,5       | 34     |
| Liberal Alliance (Liberale Alliantie) (I)                          | Anders Samuelson       | 265.129 | 7,5        | 13     |
|                                                                    |                        |         |            |        |
| Subtotaal                                                          | Subtotaal              |         |            | 175    |
| Faeröer                                                            |                        |         |            |        |
| Sambandsflokkurin (Uniepartij) (B)                                 | Kaj Leo Johannesen     | 5.500   | 23,5       | 0      |
| Javnaðarflokkurin (Sociaaldemocratische Partij) (C)                | Aksel Johannesen       | 5.666   | 24,2       | 1      |
| Tjóðveldi (Republikeinse Partij) (E)                               | Høgni Hoydal           | 5.730   | 24,5       | 1      |
|                                                                    |                        |         |            |        |
| Subtotaal                                                          | Subtotaal              |         |            | 2      |
| Groenland                                                          |                        |         |            |        |
| Siumut (Voorwaarts) (S)                                            | Kim Kielsen            | 7.831   | 38,2       | 1      |
| Inuit Ataqatigiit (Inuitgemeenschap) (IA)                          | Sara Olsvig            | 7.904   | 38,5       | 1      |
|                                                                    |                        |         |            |        |
| Subtotaal                                                          | Subtotaal              |         |            | 2      |
|                                                                    |                        |         |            |        |
| Totaal                                                             | Totaal                 |         |            | 179    |

1849 · 1852 · 1853 (I) · 1853 (II) · 1854 · 1855 · 1858 · 1861 · 1864 · 1866 (jun) · 1866 (okt) · 1869 · 1872 · 1873 · 1876 · 1879 · 1881 (I) · 1881 (II) · 1884 · 1887 · 1890 · 1892 · 1895 · 1898 · 1901 · 1903 · 1906 · 1909 · 1910 · 1913 · 1915 · 1918 · 1920 (I) · 1920 (II) · 1920 (III) · 1924 · 1926 · 1929 · 1932 · 1935 · 1939 · 1943 · 1945 · 1947 · 1950 · 1953 (I) · 1953 (II) · 1957 · 1960 · 1964 · 1966 · 1968 · 1971 · 1973 · 1975 · 1977 · 1979 · 1981 · 1984 · 1987 · 1988 · 1990 · 1994 · 1998 · 2001 · 2005 · 2007 · 2011 · 2015 · 2019 · 2022